# Miniatura (album)
Miniatura – debiutancki album polskiego zespołu Blauka, wydany 27 września 2019 przez niezależne wydawnictwo Duża Wytwórnia. Płytę zapowiadały single Figle Zuchwałe, Zawzięcie, Fantazmat i Polana.

## Lista utworów
| Nr  | Tytuł utworu      | Długość |
| --- | ----------------- | ------- |
| 1.  | „Amerykański Sen” | 5:57    |
| 2.  | „Figle Zuchwałe”  | 4:11    |
| 3.  | „Błękitna”        | 4:29    |
| 4.  | „Polana”          | 4:07    |
| 5.  | „Zawzięcie”       | 3:30    |
| 6.  | „Haj”             | 3:40    |
| 7.  | „Fantazmat”       | 3:28    |
| 8.  | „Domek na Plaży”  | 3:39    |
| 9.  | „Dobry Widok”     | 4:41    |
| 10. | „Miniatura”       | 3:19    |
|     |                   | 41:01   |

## Lista wykonawców
- Georgina Tarasiuk - śpiew, chórki
- Piotr Lewańczyk - gitara basowa, instrumenty klawiszowe, chórki
- Paweł Zalewski - gitara, chórki
- Kacper Stolarczyk - gitara
- Jerzy Markuszewski - perkusja, instrumenty perkusyjne
- Wiktoria Jakubowska - chórki
- Arkadiusz Kopera - realizacja studyjna, saksofon barytonowy
- Marcin Gajko - miks
- Leszek Kamiński - mastering